# Diego Ferrari
Pour les articles homonymes, voir Ferrari.
Diego Ferrari (né le 17 novembre 1970 à Crémone, dans la province éponyme, en Lombardie) est un ancien coureur cycliste italien. 

## Biographie
Professionnel de 1997 à 2002, Diego Ferrari a remporté le Circuit des mines en 1992.

## Palmarès

### Palmarès amateur
- 1989
  -  Champion du monde militaire du contre-la-montre par équipes (avec Michele Bartoli, Flavio Milan et Gialucca Tarocco)
- 1990
  - Monte Carlo-Alessio
- 1991
  - Trofeo Franco Balestra
  - Trofeo Luciano Pasinetti
- 1992
  - Circuit des Mines
- 1993
  - Gran Premio Comune di Scaldasole
- 1994
  - 3e du Gran Premio Pretola
- 1995
  - Targa d’Oro Città di Legnano
  - Grand Prix Agostano
- 1996
  - Coppa Collecchio
  - Gran Premio Ezio Del Rosso
  - 1re étape du Giro della Brianza
  - Circuito Isolano
  - 2e du Circuito Alzanese
  - 3e du Tour de Lombardie amateurs
  - 3e de Monte Carlo-Alessio
  - 3e de Turin-Bielle

### Palmarès professionnel
- 2000
  - 3e du championnat d'Italie du contre-la-montre
  - 3e du Grand Prix d'Europe (avec Daniele Contrini)
- 2001
  - 2e du Trophée de l'Etna
  - 3e du GP Llodio

## Résultats sur les grands tours

### Tour de France
1 participation
- 1998 : 76e

### Tour d'Italie
3 participations
- 1999 : 82e
- 2000 : 115e
- 2001 : 106e

### Tour d'Espagne
2 participations
- 1997 : 101e
- 2002 : 113e